# Echorouk
Echorouk (en árabe: الشروق اليومي, en español: El diario Amanecer) es un periódico argelino. Tiene su sede en Argel y cuenta con ediciones regionales en Constantine, Orán... También cuenta con edición abierta en Internet llamada Echoroukonline (que no reproduce varias secciones de la edición en papel, como los editoriales) y con una edición exclusiva en inglés además de un foro para sus seguidores. Su editora es Ech-chorouk Information et Edition SPA, dueña también del Grupo Ech-chorouk. Su director es Ali Foudil.

## Línea editorial
El diario Echorouk ha mantenido una línea editorial definida por ellos mismos como Nacionalista, habitualmente crítica con los liberales periféricos, sensacionalista y próxima en algunos aspectos (sobre todo en política argelina) al FLN y El Islah.

## Historia
Apareció por vez primera en 1991 y fue fundado por Saad Bouakba, Ali Foudil, después del abierto político y mediático de Argelia.